# بريجيت ماير
بريجيت ماير (بالألمانية: Brigitte Meyer )‏ (و. 1947 – م) هي سياسية، من ألمانيا، ولدت في بايرويت، الحزب الديمقراطي الحر.

## مناصب
تولت منصب عضو مجلس الشورى الموحد بافاريا، وعمدة.